# Carl Friedrich Deckler

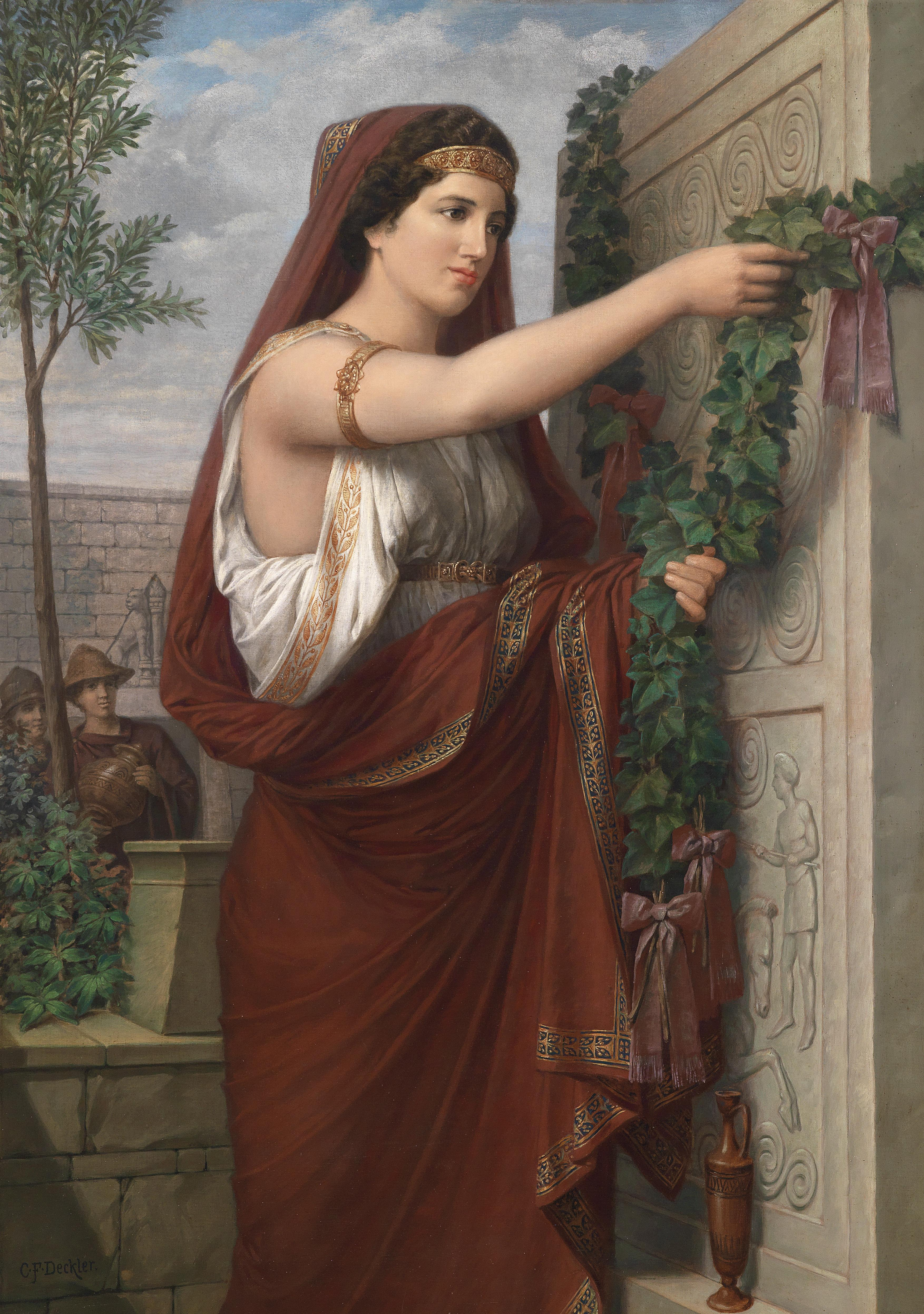
Vestalin mit Efeugirlande

Carl Friedrich Deckler (* 7. Juni 1838 in Bretzingen; † 18. Februar 1918 in Freiburg im Breisgau) war ein deutscher Historienmaler, Portraitmaler und Freskant.
Deckler wurde in Bretzingen, einem Stadtteil von Hardheim geboren. Er studierte an der Großherzoglich Badischen Kunstschule Karlsruhe.
Den Zeitraum von 1860 bis etwa 1890 verbrachte er in Luzern, danach ließ er sich in Freiburg im Breisgau nieder.
Neben der Staffeleimalerei beschäftigte er sich mit Wandmalerei und Sgraffito.

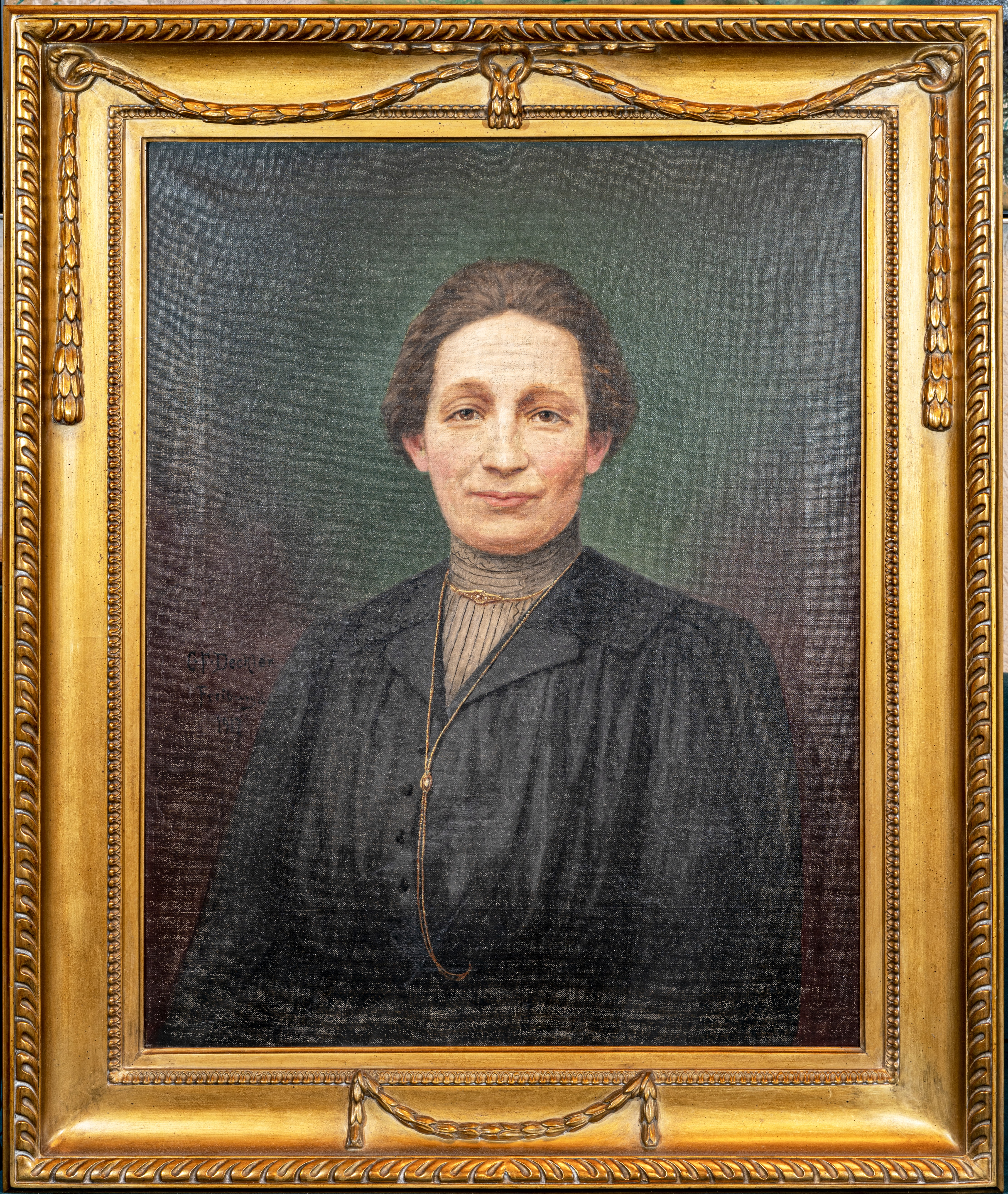
Porträt Maria Katharina Meier. (1885–1954)
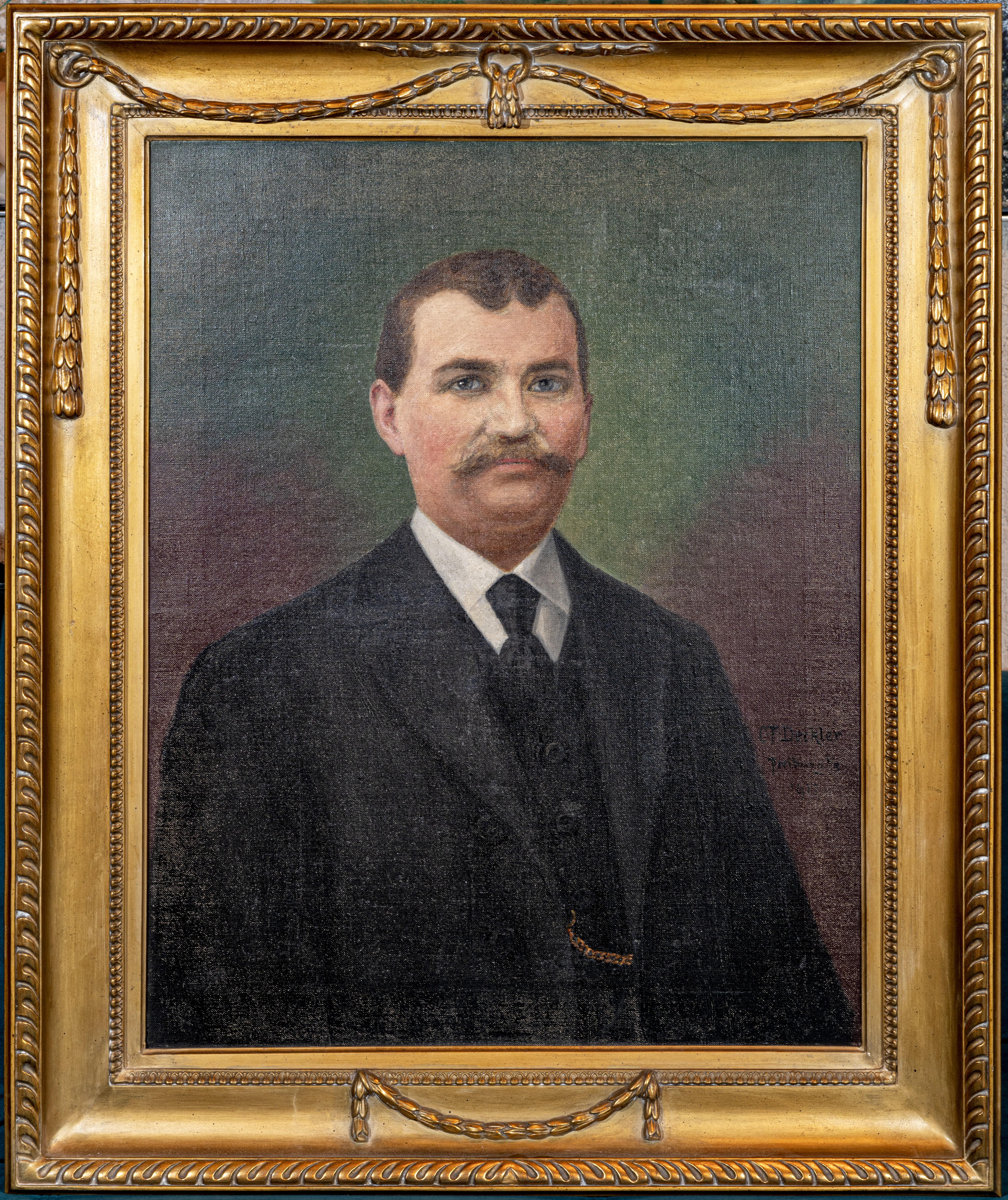
Porträt von Rudolf Meier (4.05.1880 – 31.08.1916)